# 常回家看看
《常回家看看》是由车行作词，戚建波作曲的歌曲。1999年央视春晚上，陈红、蔡国庆、张迈、江涛演唱《常回家看看》，反响热烈。歌曲获得1999年全球華語榜中榜神州音乐特别推荐奖。

## 创作过程
1991年，车行（当时仍以本名“车广鸣”发表作品）与戚建波在中国音乐家协会主办的《歌曲》杂志举办的活动中相识。1995年，得知父亲去世噩耗的车行试图写一首表达亲情的歌曲，但并无头绪。1996年，车行在出差途中被景色触动，怀念起父母、家庭，写下“常回家看看”这五个字。1997年，戚建波所作《中国娃》在当年央视春晚上演出后爆红。翌年初，车行将十几首歌词寄给戚建波，其中就有《常回家看看》，戚建波看到这首歌词后深受感动，谱下曲子。